# Línea Wonder (Interurbanos Lérida)

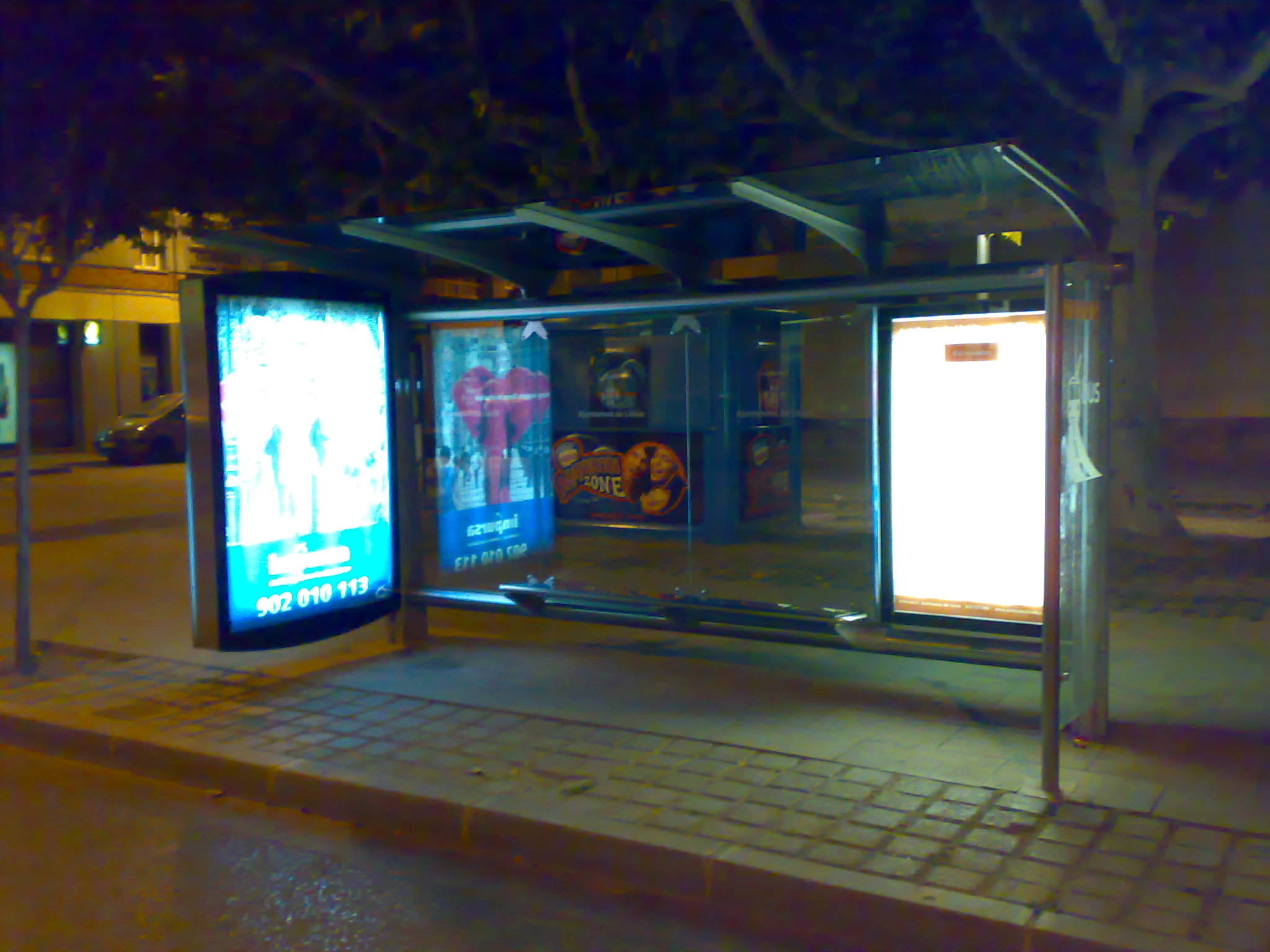
Parada de autobús iluminada.

La línea Wonder de la red de autobuses interurbanos de Lérida fue una línea nocturna que circulaba solo los sábados y servía para unir la desaparecida discoteca Wonder con varios puntos de la ciudad.

## Características
Era una línea circular con un recorrido total que duraba unos 30 minutos en dar una vuelta entera.

### Horarios/frecuencias
| Sábados         |             |
| de 24:00 a 6:30 | cada 30 min |

## Recorrido
Inicia su recorrido en (Wonder) enlazando con 11B 19 NL1 pasando por (Plaça Pagessos 1) 2, (Ricard Viñes 1), (Estació RENFE 1) 1 5 6 13 14 LCC Bus Turístico, (Riu Ebre) y (Pont Universitat).